# 十字脆杆藻科
十字脆杆藻科（学名：Staurosiraceae）为脆杆藻目的一个科。

## 下级分类
本科包括以下属：
- 拟十字脆杆藻属 Pseudostaurosiropsis
- 十字型脆杆藻属 Stauroforma